# Zimna Woda (dopływ Rokitnicy)
Zimna Woda – struga w województwie mazowieckim, lewy dopływ Rokitnicy.
Głównym dopływem rzeki jest Mrówka.
W Helenowie, na przedmieściach Pruszkowa, spiętrzona tworzy Stawy Helenowskie. Około kilometra na północ od Kotowic uchodzi do Rokitnicy, dopływu Utraty.
Wzdłuż Zimnej Wody, w jej środkowym biegu, występują kompleksy zbiorowisk łąkowych i mokradeł z bobrowiskami, których szerokość osiąga niemal 1 km, a także lasy i kępy drzew. Tereny te mają dużą wartość przyrodniczą. Dzięki obecności bobrów oraz naturalnym procesom renaturyzacji na odcinku środkowym rzeka stopniowo się regeneruje, pomimo istniejącego zanieczyszczenia. 
Pomimo presji urbanizacyjnej region ten nadal pozostaje ostoją dzikiej przyrody i stanowi ważny obszar dla lokalnej fauny i flory. To miejsce, gdzie można obserwować naturalne procesy ekologiczne.

## Projekt Zimna Woda
W latach 2024–2025 rzeka została przebadana na całej długości w ramach studenckiego projektu realizowanego przez Zakład Hydrologii w Katedrze Geografii Fizycznej Wydziału Geografii i Studiów Regionalnych Uniwersytetu Warszawskiego. Wnioski z badań są następujące:
- Zlewnia Zimnej Wody w rejonie Warszawy boryka się z poważnymi problemami wynikającymi z urbanizacji, zanieczyszczeń na odcinku nadarzyńskim oraz konfliktów w użytkowaniu gruntów.
- Obszar, przez który przepływa rzeka, jest narażony zarówno na susze, jak i ryzyko powodzi z powodu postępującego antropogenicznego kryzysu klimatycznego. Niezbędne jest bardziej zrównoważone zarządzanie wodą na terenie Powiatu Pruszkowskiego, w czym może pomóc ograniczona renaturyzacja rzeki.
- Mokradła, wraz z działalnością bobrów, pełnią funkcję naturalnych oczyszczalni ścieków, poprawiając jakość wody i przyczyniając się do retencji – zatrzymują wodę w czasie suszy i ograniczają ryzyko powodzi.
- Potencjalne objęcie tego obszaru ochroną w ramach Warszawskiego Parku Krajobrazowego mogłoby przyczynić się do rozwiązania części problemów oraz zabezpieczenia zasobów wodnych.
- Małe zlewnie, często niedostatecznie monitorowane i przebadane, mają istotny wpływ na odporność terenów podmiejskich otaczających duże miasta.

## Zanieczyszczenie
Rzeka jest zanieczyszczana niedostatecznie oczyszczonymi ściekami odprowadzanymi do jej koryta w górnym biegu przez jedną z oczyszczalni Przedsiębiorstwa Komunalnego Nadarzyn Sp. z o.o., znajdującą się przy ul. Turystycznej 50 w Nadarzynie. Pierwsze doniesienia o zanieczyszczeniu pochodzą z 2013 roku. Mieszkańcy okolic skarżyli się wówczas na silny fetor unoszący się znad rzeki „Zimna Woda” oraz zauważalny czarny szlam w jej korycie. Przyczyną był poważny incydent awaryjny.
Kolejne potwierdzone przypadki zanieczyszczenia, udokumentowane przez Wojewódzki Inspektorat Ochrony Środowiska, miały miejsce w 2021 roku. W 2025 roku, w związku z niewydolnością i przestarzałą infrastrukturą oczyszczalni, zanieczyszczenie stało się problemem regularnym. WIOŚ w swoim raporcie, a także w ponagleniu skierowanym do Wójta Gminy Nadarzyn, alarmował o pogarszającym się stanie rzeki.
Mieszkańcy okolic oczyszczalni oraz gminy Brwinów skarżą się na nieustanny fetor i domagają się reakcji władz lokalnych w celu powstrzymania degradacji środowiska. Z raportu wynika również, że wszystkie czynności obsługowe na starych reaktorach SBR wykonywane są ręcznie i „na wyczucie”, co oznacza, że jakość oczyszczonych ścieków zależy wyłącznie od subiektywnej oceny pracownika. Każdego dnia dochodzi do 8–9 zrzutów z reaktora, których parametry mogą znacząco się różnić. Szczególnie dużo zaniedbań notuje się w weekendy i dni świąteczne.
Miejscowości nad Zimną Wodą:
- Rusiec
- Nadarzyn
- Strzeniówka
- Kanie
- Parzniew
- Brwinów (północna granica miasta)
- Kotowice.